# Février 1814

## Événements
- Les Birmans envahissent le royaume de Manipur et placent Marjit Singh sur le trône. Il est couronné le 6 avril[1].

- 1er février :
  - Philippines : une violente éruption du Mayon fait environ 1 200 victimes[2].
  - Défaite française contre Schwarzenberg à la Bataille de La Rothière.

- 2 février : Carnot, nommé gouverneur par Napoléon, arrive à Anvers alors en état de siège. La garnison française résiste jusqu'au 4 mai[3].

- 3 février, France : combat de la Chaussée.

- 4 février, France : congrès de Châtillon entre les coalisés.

- 8 février, royaume d’Italie : victoire du prince Eugène à la bataille du Mincio[4].

- 9 - 14 février, France : campagne des Six-Jours. Napoléon réussit par des manœuvres de rocades à battre séparément les alliés à Champaubert, Montmirail, Vauchamps (10-15 février) et à Montereau (17-18 février).

- 10 février, France : victoire française contre Blücher à Champaubert.
- 11 février, France : prise de Sens, défendue par les troupes du général Allix, par les troupes wurtembourgeoises du prince royal Guillaume Ier de Wurtemberg.

- 11 - 12 février, France : victoire de Napoléon Ier contre Blücher à la bataille de Montmirail.

- 12 février, France :
  - victoire française contre Blücher à bataille de Château-Thierry;
  - combat de Nogent-sur-Seine[5] durant la campagne de France.

- 14 février, France : victoire française contre Blücher à la bataille de Vauchamps.

- 15 février, France : victoire des Alliés de Wellington à la bataille de Garris.

- 17 février, France : victoire française contre les Autrichiens à Mormant.

- 18 février, France : victoire française contre les Autrichiens à Montereau.

- 27 février : :
  - France : victoire autrichienne à la bataille de Bar-sur-Aube;
  - France : victoire de Wellington au combat d'Orthez.
  - France : début du siège de Bayonne par Wellington.
  - Autriche : première représentation à Vienne (Autriche) de la huitième symphonie de Ludwig van Beethoven[6].

## Naissances
- 5 février : David Thomas Ansted (mort en 1880), géologue et écrivain britannique.
- 14 février : Charles-Philippe Place, cardinal français, archevêque de Rennes († 5 mars 1893).
- 17 février : Auguste Jean Ferdinand Sutat (mort en 1842), peintre français.
- 26 février : Charles Sainte-Claire Deville (mort en 1876), géologue et météorologue français.
- 28 février :
  - Edmond Frémy (mort en 1894), chimiste français.
  - William Henry Giles Kingston, écrivain et traducteur britannique († 5 août 1880).

## Décès
- 27 février : Julien Louis Geoffroy, critique littéraire français (° 1743).